# Philipp Tschauner
Philipp Tschauner (* 3. November 1985 in Schwabach) ist ein ehemaliger deutscher Fußballtorwart und heutiger Torwarttrainer. Er steht beim SSV Jahn Regensburg unter Vertrag.

## Laufbahn

### Jugend und Anfang im Profifußball in Nürnberg
Nach einem Jahr in der F-Jugend des TSV Wendelstein begann Tschauner im Jahr 1995 seine Laufbahn beim 1. FC Nürnberg, wo er sämtliche Jugendmannschaften durchlief. Nachdem er bereits in der Saison 2003/04 teilweise im Tor der zweiten Mannschaft des FCN ausgeholfen hatte, wurde er 2004/05 zum dritten Torwart der Profis und Stammtorhüter der Bayernliga-Mannschaft des 1. FC Nürnberg. Am 22. Oktober 2005 wurde er erstmals gegen Arminia Bielefeld in der Bundesliga eingesetzt.

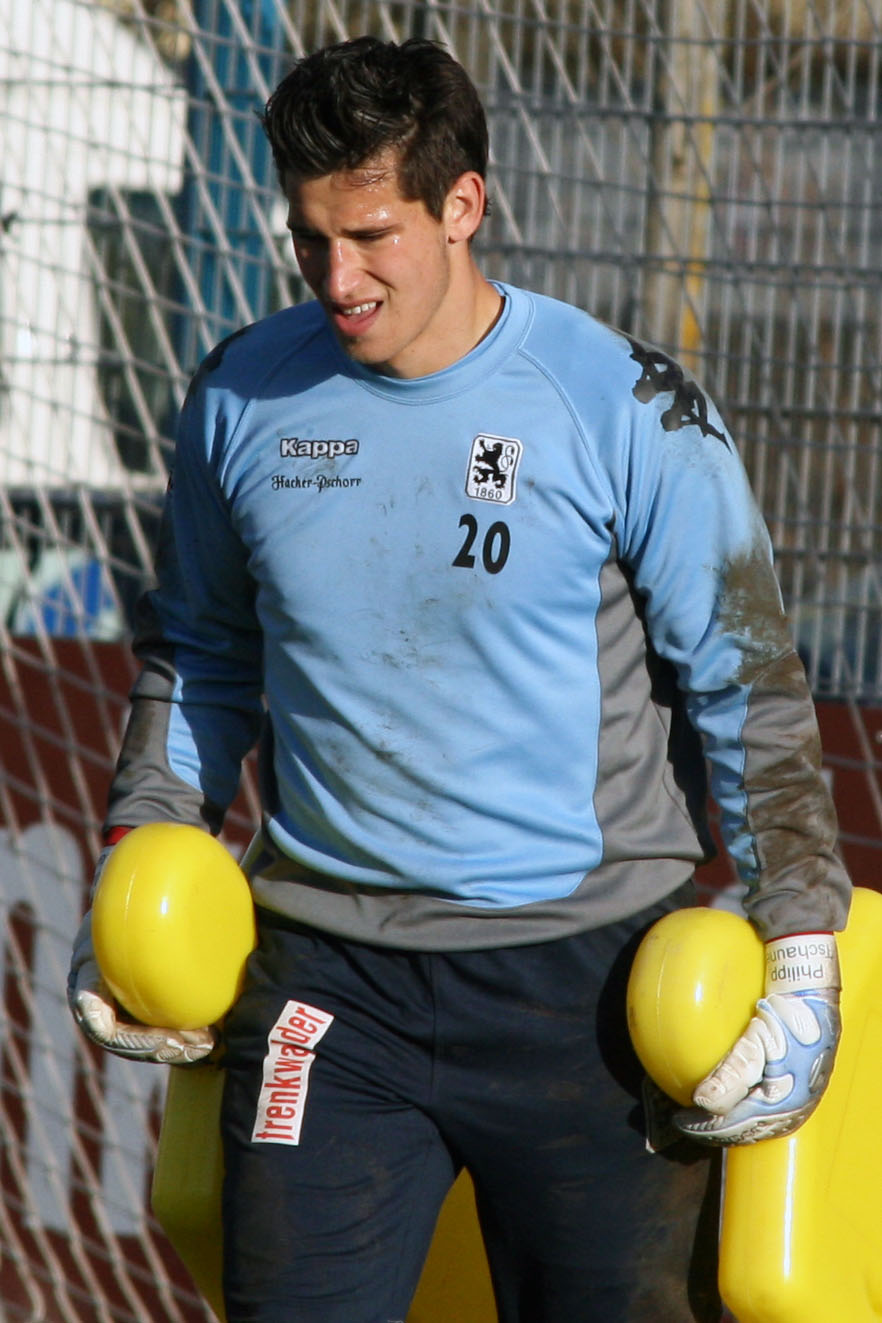
Tschauner im Training, 2007

### TSV 1860 München
Im Sommer 2006 wechselte er zum TSV 1860 München, wo er einen Dreijahresvertrag unterschrieb. In der Spielzeit 2006/07 war er Stammtorhüter der U23 der Löwen in der Regionalliga Süd, darüber hinaus kam er zu fünf Einsätzen in der Zweitligamannschaft des TSV 1860, wobei er zweimal für Michael Hofmann eingewechselt wurde, der sich verletzt hatte.
In der Vorbereitung zur Saison 2007/08 erklärte Trainer Marco Kurz Tschauner zum Stammtorhüter vor Hofmann. Bereits am vierten Spieltag zog er sich aber einen Teilabriss des Kreuzbandes im linken Knie zu, sodass Hofmann wieder zum Einsatz kam. Auch im Anschluss blieb dieser im Tor der Sechzger, Tschauner musste sich mehrere Monate mit der Rolle des Ersatztorwarts zufriedengeben. Am 27. Februar 2008 verletzte sich Hofmann im Pokal-Derby gegen den FC Bayern, wodurch Tschauner zu seinem Comeback kam. Auch in der Liga war er fortan wieder die erste Wahl für Kurz. Im März 2008 wurde sein Vertrag bis 2011 verlängert.
Auch in die Folgesaison 2008/09 ging Tschauner als Stammtorwart. Als jedoch Uwe Wolf Marco Kurz im Februar 2009 als Trainer ablöste, musste er erneut ins zweite Glied zurücktreten, während das Tor der Löwen wieder von Michael Hofmann gehütet wurde. Dieser verletzte sich allerdings nach dem 30. Spieltag erneut, sodass am Saisonende wieder Tschauner zwischen den Pfosten stand.
Im Sommer 2009 verpflichtete der TSV 1860 Gábor Király, der sofort zum Stammtorhüter erklärt wurde. Tschauner musste sich wieder mit dem Posten des Ersatztorwarts zufriedengeben. Er kam im Laufe der Saison 2009/10 mehrmals für die zweite Mannschaft zum Einsatz, das Tor der Profis hütete er zum einzigen Mal am letzten Spieltag. Auch in der folgenden Spielzeit saß er bei 33 Spielen auf der Bank, nur im letzten Heimspiel kam er zum Einsatz. Insgesamt bestritt Tschauner 49 Liga- und fünf Pokalpartien für den TSV 1860 und lief 40-mal für 1860 II auf.

### FC St. Pauli
Zur Spielzeit 2011/12 wechselte Tschauner zum gerade aus der Bundesliga abgestiegenen FC St. Pauli, wo er einen Vertrag bis 2013 unterschrieb. Dort wurde er auf Anhieb Stammtorhüter und nahm an allen 19 Ligaspielen teil, bis er sich im letzten Spiel vor der Winterpause – einem 2:0-Sieg über Eintracht Frankfurt – eine Schultereckgelenksprengung zuzog, die ihn für mehrere Wochen einsatzunfähig machte.
Am 1. April 2013, dem 27. Spieltag der 2. Bundesliga, erzielte Tschauner in der 90. Minute das 2:2-Endergebnis gegen den SC Paderborn 07 per Kopfball nach einer Ecke von Mittelfeldspieler Dennis Daube. Der um zwei Jahre verlängerte Vertrag lief zum Saisonende 2014/15 aus.

### Hannover 96, Leihe nach Ingolstadt
Zur Spielzeit 2015/16 wechselte Tschauner zu Hannover 96. Er erhielt einen Zweijahresvertrag bis zum 30. Juni 2017. In der Saison 2016/17 wurde er zum Stammtorhüter, nachdem Ron-Robert Zieler zu Leicester City gewechselt war.
Am 1. Spieltag der Saison 2017/18 absolvierte er mit Hannover 96 beim FSV Mainz 05 nach 11 Jahren und 10 Monaten Pause das zweite Erstligaspiel seiner Karriere. Im Oktober 2005 hatte er seinen bis dato einzigen Einsatz in der 1. Bundesliga gehabt. Er blieb die ganze Saison über Stammtorhüter, für die ersten Spiele der Saison 2018/19 gab Trainer Breitenreiter jedoch zunächst seinem bisherigen Stellvertreter Michael Esser den Vorzug und Tschauner wurde Nummer 2 bei 96.
Nach dem Verlust seines Stammplatzes und nur einer gespielten Bundesligapartie in der Hinrunde verlieh ihn Hannover 96 in der Wintertransferperiode bis zum Ende der Rückrunde an den abstiegsgefährdeten Zweitligisten FC Ingolstadt 04. Tschauner kam bis zum Saisonende in 16 Ligaspielen und den beiden Relegationsspielen gegen den SV Wehen Wiesbaden zum Einsatz. Nach dem Abstieg in die 3. Liga verließ er den Verein.

### Rückkehr nach Hannover, Wechsel nach Leipzig
Zur Saison 2019/20 kehrte Tschauner zunächst zu Hannover 96 zurück, überraschte dann mit einem Wechsel als dritter Torwart hinter Péter Gulácsi und Yvon Mvogo zu RB Leipzig. Er unterschrieb einen Zweijahresvertrag und soll dort anschließend als Torwarttrainer arbeiten. Im Januar 2021 verlängerte er seinen Vertrag erneut um ein weiteres Jahr. Tschauner beendete mit Ende der Saison 21/22 seine aktive Spielerkarriere und wechselt mit Beginn der nächsten Saison in den Trainerstab. Sein letztes  Profispiel bestritt er am 8. Mai 2022 mit seiner Einwechslung in der 87. Minute bei dem 4 - 0 Sieg gegen den FC Augsburg.

### Nationalmannschaft
Philipp Tschauner kam zehnmal für die Nachwuchsmannschaften des DFB zum Einsatz. 2004 stand er für die U19-EM auf Abruf bereit. Seinen ersten Einsatz hatte er allerdings erst später in der U20. Dort spielte er insgesamt neunmal, er stand auch im deutschen Kader bei der Junioren-WM 2005. Zu seinem einzigen Einsatz für die U21 kam er am 15. August 2006 im Spiel gegen die Niederlande.

## Erfolge
- DFB-Pokal-Sieger: 2021/22

## Nach der aktiven Karriere

### Torwarttrainer beim SSV Jahn Regensburg
Seit Beginn der Saison 2023/24 ist Tschauner als Torwarttrainer des Zweitligisten SSV Jahn Regensburg angestellt.